# 長音
長音（ちょうおん）とは、日本語の音節で、母音を通常の倍にのばしたものを言う。すなわち、1音節で2モーラを持つものである。音声学の長母音につながる概念である。

## 概要
日本語における長音は、母音をのばしてその音節を長く発音することで現れる。[äː]（アー）や [kiː]（キー）の類である。「おばさん」⇔「おばあさん」、「しょうこ（証拠）」⇔「しょうこう（将校）」のように、長音の有無によって異なる意味を持つ無関係の語が多数存在するため、長音は、意味を区別する重要な音韻的特徴であり、日本語の基本的な性質の一つであると言える。「母さん」「父さん」のように和語の語彙でも長音を見つけることができるが、特に、字音語（漢語）と外来語で用いることが多い。
音韻論の観点からは、長音を構成する[ː]の部分を/R/という特殊な音素として捉える立場があり、金田一春彦らによって提唱されている。このモーラ（音素）は、「引き音」（ひきおん）、「引き音素」、「長音音素」などと呼称されており、促音（っ）同様、単独で発音され得ない。
例えば、「京都」（発音式表記：「キョート」）をおおむね一定の長さを有するモーラごとに分解すると、「キョ」＋「ー」＋「ト」となり、すなわち同語の音素表記は/ k j o R t o /である。
引き音は、撥音（ん）、促音とともに日本語の「特殊拍」に分類されている。

## 表記

### 現代仮名遣いに即した表記
長音を仮名で書き表す方法は現代仮名遣いでは次のように規定されている。
- あ列の長音は、あ列の仮名に「あ」を添える。
例：かあさん（カーサン／母さん）
- い列の長音は、い列の仮名に「い」を添える。
例：にいさん（ニーサン／兄さん）
- う列の長音は、う列の仮名に「う」を添える。
例：くうき（クーキ／空気）
- え列の長音は、え列の仮名に「え」を添える。
例：ねえさん（ネーサン／姉さん）
  - 「稼いで」「塀」「平成」などは、長音として「カセーデ」「ヘー」「ヘーセー」と発音する者と「カセイデ」「ヘイ」「ヘイセイ」と発音する者があるが、どちらの発音をするかにかかわらず、え列の音節に「い」を添えて表記する。
- お列の長音は、お列の仮名に「う」を添える。
例：こうしん（コーシン／更新）
  - お段の仮名でも、後続する音が歴史的仮名遣いで「ほ」または「を」であった場合には、「お」を添える。
例：おおきい（オーキイ[2]／大きい、歴史的仮名遣いは「おほきい」）、とお（トー／十、歴史的仮名遣いは「とを」）
ただし、これ全てが長音として発音されるわけではない。例えば、少しでも丁寧に話すとき、「炎」は「ホノー」ではなく「ホノオ」、「遠かった」は「トーカッタ」ではなく「トオカッタ」といった具合で、「お」が/o/として発音される語（語形）がある[3]。

ただし、次の場合には、長音符（ー）を使う表記法が一般化している。
- 外来語など、カタカナで表記される語
例：フリー

平仮名を用いる次の場合には、現代仮名遣いに則した方法と、現代仮名遣いに反して長音符を使った表記法とが並存している。
1. 擬音・擬態語
例：しいん／しーん
2. 強調のため長呼
すごうく、ひろうい／すごーく、ひろーい。
3. 感動詞、方言・俗語
例：ふうん、ええ／ふーん、えー。
　　ええがな、このやろう／えーがな、このやろー。

### 正則でない長音表記
長音であっても、長音符を使用せずに「ああああああああああ」のようにそのまま文字を重ねる表現をとることもある。
小書きの「ぁ」「ぃ」「ぅ」「ぇ」「ぉ」を使用して長音をあらわすことがある。例：さぁ（SURFACEの曲）、しぃ、スゥ（ラブひな#登場人物）、Monologue -ものろぉぐ-
歌詞での表記では、長音符ではなく、3点リーダ（…）で表現することもある。また、んの長音の場合に、長音符でなく、3点リーダ（…）を用いることもある。

### 長音のローマ字つづり
訓令式ローマ字では母音の上にアクセント符号のサーカムフレックスを付けることで長音を表す。（昭和29年12月9日 内閣告示第一号、国際規格ISO3602 日本語のローマ字表記）
例：　かあさん kâsan　にいさん nîsan　へんしゅう hensyû　こうばい kôbai　ねえさん nêsan　おおきい ôkî（またはôkii、以下参照）　タクシー takusî
注：　文部省の「ローマ字の書き方」（昭和22年）を解説した1960年（昭和35年）の文献ではîの代わりにiiが習慣的に使われていることが記されている。また、「い」か「う」で終わる用言の場合（食う、楽しいなど）、その「い」「う」が引き音にも母音にも発音されるという発音上の揺れが生じており、符号を使わないことが一般的である：kuu、tanosii。
ヘボン式ローマ字では母音の上にマクロンを付加することで表す。ただし、主流のヘボン式ローマ字（いわゆる修正ヘボン式）の場合は、外来語を除くい列の長音はマクロンを使用せずiiと表記する。長音符（ー）が用いられる外来語は、すべてマクロンを使用する。
例：　かあさん kāsan　にいさん niisan　へんしゅう henshū　こうばい kōbai　ねえさん nēsan　おおきい ōkii　タクシー takushī
注：　食う、楽しいなどのような場合はマクロンを使わない：kuu、tanoshii。
一般のヘボン式では、基本的に長音として発音される「命令」（メーレー）「丁寧」（テーネー）のような語はマクロンを使用せずeiで表す（meirei、teinei）。
その他の表記方法も存在する。詳細は「長音符#ローマ字における表記」の項を参照。